# Lackey Bevis
Lackey Bevis (Memphis, Tennessee, 10 de Setembro de 1976) é uma atriz estadunidense, mais conhecida por ter participado de Running the Halls como Molloy Simpson.

## Filmografia

### Televisão
- 2001 JAG como Monica Platt
- 2001 7th Heaven como Jane Carrington
- 2000 Undressed como Vanessa
- 2000 18 Wheels of Justice como Megan Tucker
- 1999 The Norm Show como Nicole
- 1998 The Parent 'Hood como Kimmura
- 1996 Minor Adjustments como Noreen
- 1994 My So-Called Life como Rhonda
- 1994 Hearts Afire como Shannon
- 1993 Step by Step como Traci
- 1993 Running the Halls como Molloy Simpson
- 1991 Who's the Boss? como Vicki

### Cinema
- 2003 The Inner Circle como Olivia

## Prêmios
| Ano  | Premiação           | Categoria                                    | Indicado(s)                        | Resultado |
| ---- | ------------------- | -------------------------------------------- | ---------------------------------- | --------- |
| 2002 | Young Artist Awards | Melhor atriz jovem em uma série de televisão | Lackey Bevis por Running the Halls | Indicado  |